# Spoorlijn Strasbourg-Ville - Saint-Louis
De spoorlijn Strasbourg-Ville - Saint-Louis is een Franse spoorlijn van Straatsburg naar de Frans - Zwitserse grens bij Bazel. De lijn is 142,2 km lang en heeft als lijnnummer 115 000.

## Geschiedenis
De aanleg van deze dubbelsporige spoorlijn begon door de Compagnie du chemin de fer de Strasbourg à Bâle in 1839 in aansluiting op de spoorlijn tussen Parijs en Straatsburg.
- Het traject tussen Straatsburg-Koenigshoffen en Saint-Louis werd op 22 augustus 1841 geopend.
- De aansluiting tussen Saint-Louis en Basel SBB werd in december 1845 geopend.
- De aansluiting tussen Straatsburg-Koenigshoffen en Straatsburg werd op 11 juli 1846 geopend.

Na de opening van het nieuwe station Strasbourg-Ville werd het gedeelte tussen Cronenbourg en Graffenstaden onderdeel van de spoorlijn Graffenstaden - Hausbergen. Tussen Cronenbourg en het voormalige station van Straatsburg, waar nu deels tram A en D rijden werd opgebroken.

## Treindiensten
Over de lijn rijden veel TGV's naar Lyon en Zwitserland via de LGV Est en de LGV Rhin-Rhône, maar ook TER 200-treinen, die tussen Straatsburg en Bazel met 200 km/h rijden. Over de lijn rijden ook gewone TER-treinen, getrokken Intercités-nachttreinen naar Nice en Portbou en goederentreinen van SNCF Fret, DB Schenker Rail of particuliere maatschappijen.
| Serie           | Treinsoort             | Route | Bijzonderheden                                                                             |
| --------------- | ---------------------- | --- | ------------------------------------------------------------------------------------------ |
| Lyria 9200      | TGV Lyria (SNCF / SBB) | Paris-Lyon – [ Belfort-Montbéliard TGV – ] / [ Dijon-Ville – ] Mulhouse-Ville – Basel SBB – [ Zürich HB ] / [ Olten – Bern ] | Een trein naar Bern.                                                                       |
| TGV 9580 ICE 84 | TGV (SNCF)             | Marseille Saint-Charles – Aix-en-Provence TGV – Avignon TGV – Lyon-Part-Dieu – Chalon-sur-Saône – Besançon Franche-Comté TGV – Belfort-Montbéliard TGV – Mulhouse-Ville – Strasbourg-Ville – Baden-Baden – Karlsruhe Hbf – Mannheim Hbf – Frankfurt (Main) Hbf |                                                                                            |
| TGV 9800        | TGV (SNCF)             | [ Luxemburg – Thionville – Metz-Ville – Strasbourg-Ville – Mulhouse-Ville – Belfort-Montbéliard TGV – Besançon Franche-Comté TGV – Dijon-Ville – Mâcon-Ville – ] / [ Brussel-Zuid – Lille-Europe – Arras – TGV Haute-Picardie – Aéroport Charles-de-Gaulle 2 TGV – [ Champagne-Ardenne TGV – Meuse TGV – Lorraine TGV – Strasbourg-Ville ] / [ Marne-la-Vallée - Chessy – [ Massy TGV – Le Mans – [ Laval – Rennes ] / [ Angers-Saint-Laud – Nantes ] ] / [ Creusot TGV – ] Lyon-Part-Dieu – [ Avignon TGV – Marseille Saint-Charles ] / [ Montpellier-Saint-Roch – Perpignan ] ] | Dagelijkse verbinding met Montpellier en Marseille. Perpignan - Brussel tweemaal per week. |
| TER 96100       | TER (SNCF)             | Mulhouse-Ville – Basel SBB | S-Bahn Basel                                                                               |
| TER 96200       | TER (SNCF)             | Strasbourg-Ville – Sélestat – Colmar – Mulhouse-Ville – Basel SBB | S-Bahn Basel                                                                               |
| TER 831300      | TER (SNCF)             | Strasbourg-Ville – Sélestat |                                                                                            |
| TER 831400      | TER (SNCF)             | Colmar – Mulhouse-Ville |                                                                                            |
| TER 832700      | TER (SNCF)             | Mulhouse-Ville – Thann – Kruth |                                                                                            |

## Aansluitingen
In de volgende plaatsen is of was er een aansluiting op de volgende spoorlijnen:
Strasbourg-Ville
RFN 070 000, spoorlijn tussen Noisy-le-Sec en Strasbourg-Ville
RFN 070 346, raccordement tussen Strasbourg-Cronenbourg en Strasbourg-Ville
RFN 110 000, spoorlijn tussen Strasbourg-Ville en Saint-Dié-des-Vosges
RFN 110 306, raccordement Strasbourg - Koenigshoffen-Nord
RFN 110 311, raccordement Strasbourg - Koenigshoffen-Sud
RFN 142 000, spoorlijn tussen Strasbourg-Ville en Strasbourg-Port-du-Rhin
RFN 145 000, spoorlijn tussen Straatsburg en Lauterbourg
Graffenstaden
RFN 138 000, spoorlijn tussen Graffenstaden en Hausbergen
RFN 141 000, spoorlijn tussen Graffenstaden en Strasbourg-Neudorf
Sélestat
RFN 111 000, spoorlijn tussen Sélestat en Saverne
RFN 116 000, spoorlijn tussen Sélestat - Lesseux-Frapelle en Saint-Dié
RFN 118 000, spoorlijn tussen Sélestat en Sundhouse
Colmar
RFN 119 000, spoorlijn tussen Colmar-Central en Metzeral
RFN 120 000, spoorlijn tussen Colmar-Central en Neuf-Brisach
RFN 129 000, spoorlijn tussen Colmar-Central en Marckolsheim
RFN 137 000, spoorlijn tussen Logelbach en Lapoutroie
Bollwiller
RFN 121 000, spoorlijn tussen Colmar-Sud en Bollwiller
RFN 122 000, spoorlijn tussen Bollwiller en Lautenbach
Lutterbach
RFN 125 000, spoorlijn tussen Lutterbach en Rixheim
RFN 130 000, spoorlijn tussen Lutterbach en Kruth
RFN 132 000, spoorlijn tussen Lutterbach en Rond point Stricker
Mulhouse-Dornach
RFN 115 306, raccordement tussen Mulhouse-Dornach en Mulhouse-Nord
Mulhouse-Ville
RFN 001 000, spoorlijn tussen Paris-Est en Mulhouse-Ville
RFN 001 391, raccordement court van Mulhouse
RFN 124 000, spoorlijn tussen Mulhouse-Ville en Chalempé
RFN 124 606, stamlijn Mulhouse-Ville
RFN 125 306, raccordement tussen de aansluiting Wanne en Mulhouse-Ville
Rixheim
RFN 125 000, spoorlijn tussen Lutterbach en Rixheim
Habsheim
lijn tussen Ensisheim en Habsheim
Saint-Louis La Chaussée
RFN 135 000, spoorlijn tussen Waldighoffen en Saint-Louis La Chaussée
lijn tussen Bantzenheim en Neuweg
Saint-Louis (Haut-Rhin)
RFN 136 000, spoorlijn tussen Saint-Louis en Huningue
Basel SBB
SBB 230, spoorlijn tussen Bazel en Biel/Bienne
SBB 500, spoorlijn tussen Bazel en Olten
SBB 520, spoorlijn tussen Basel SBB en Basel Bad Bf
SBB 700, spoorlijn tussen Bazel en Zürich

## Elektrische tractie
Het traject werd in 1957 geëlektrificeerd met een wisselspanning van 25.000 volt 50 Hz.

## Afbeeldingen

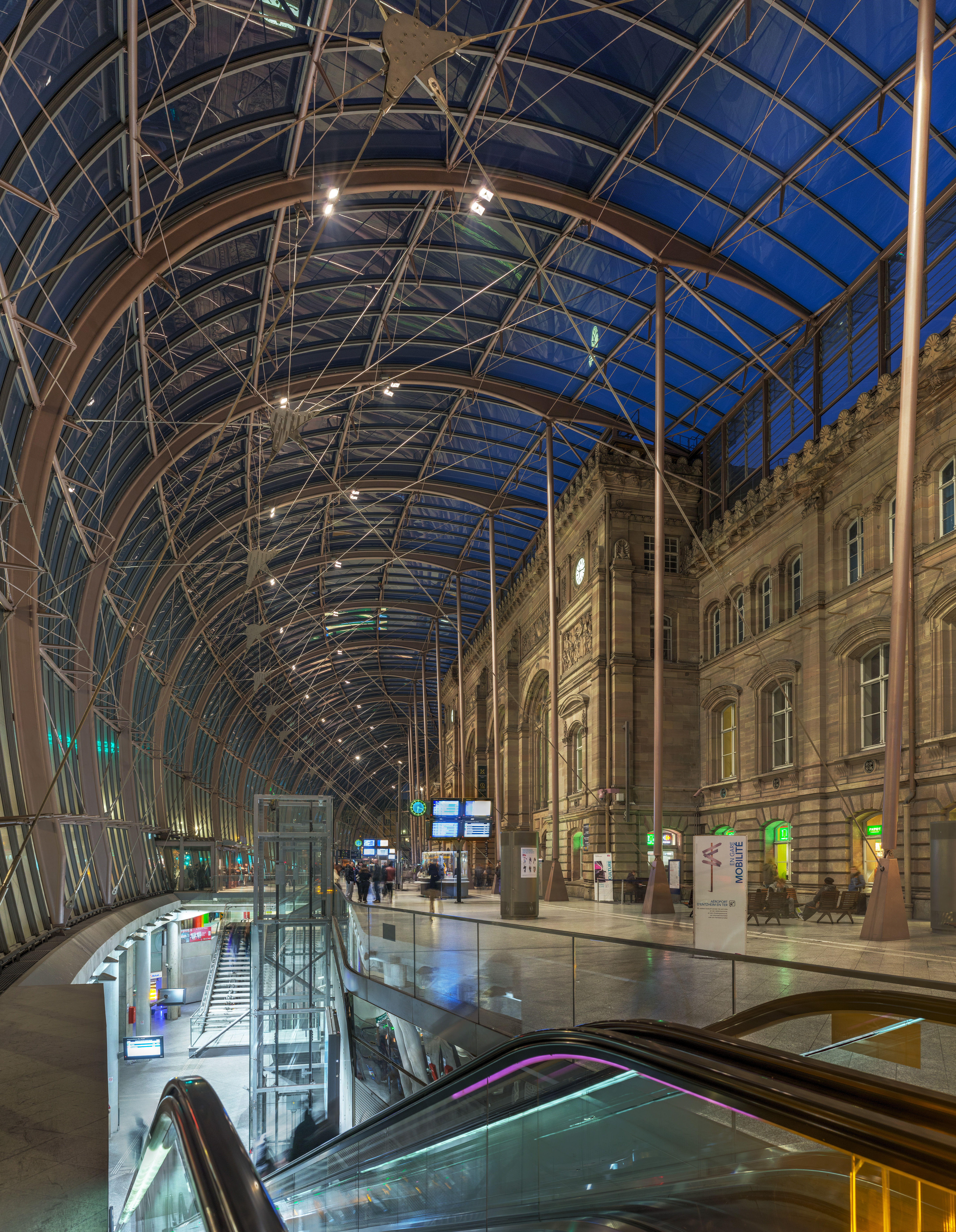
Idem, interieur
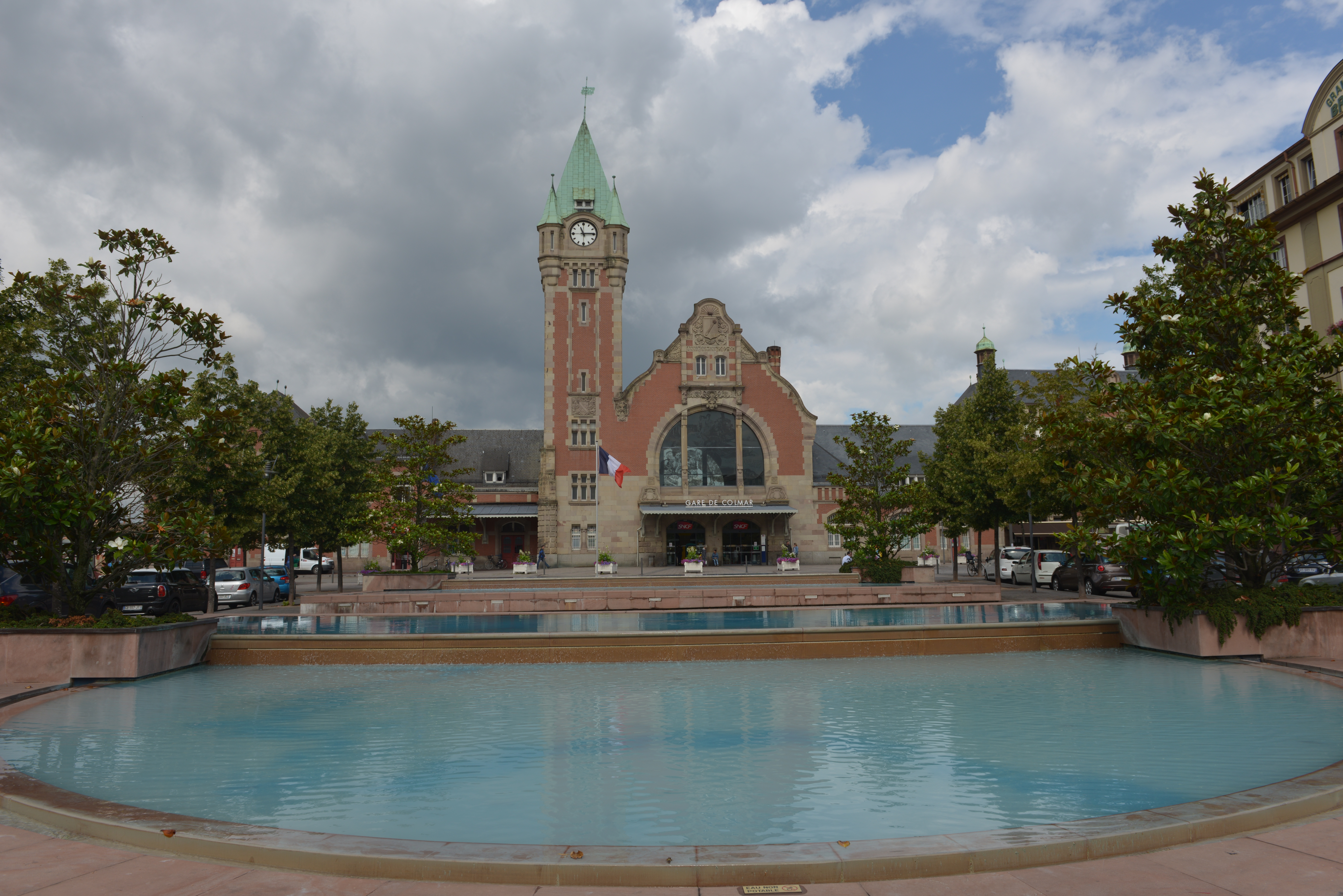
Station Colmar
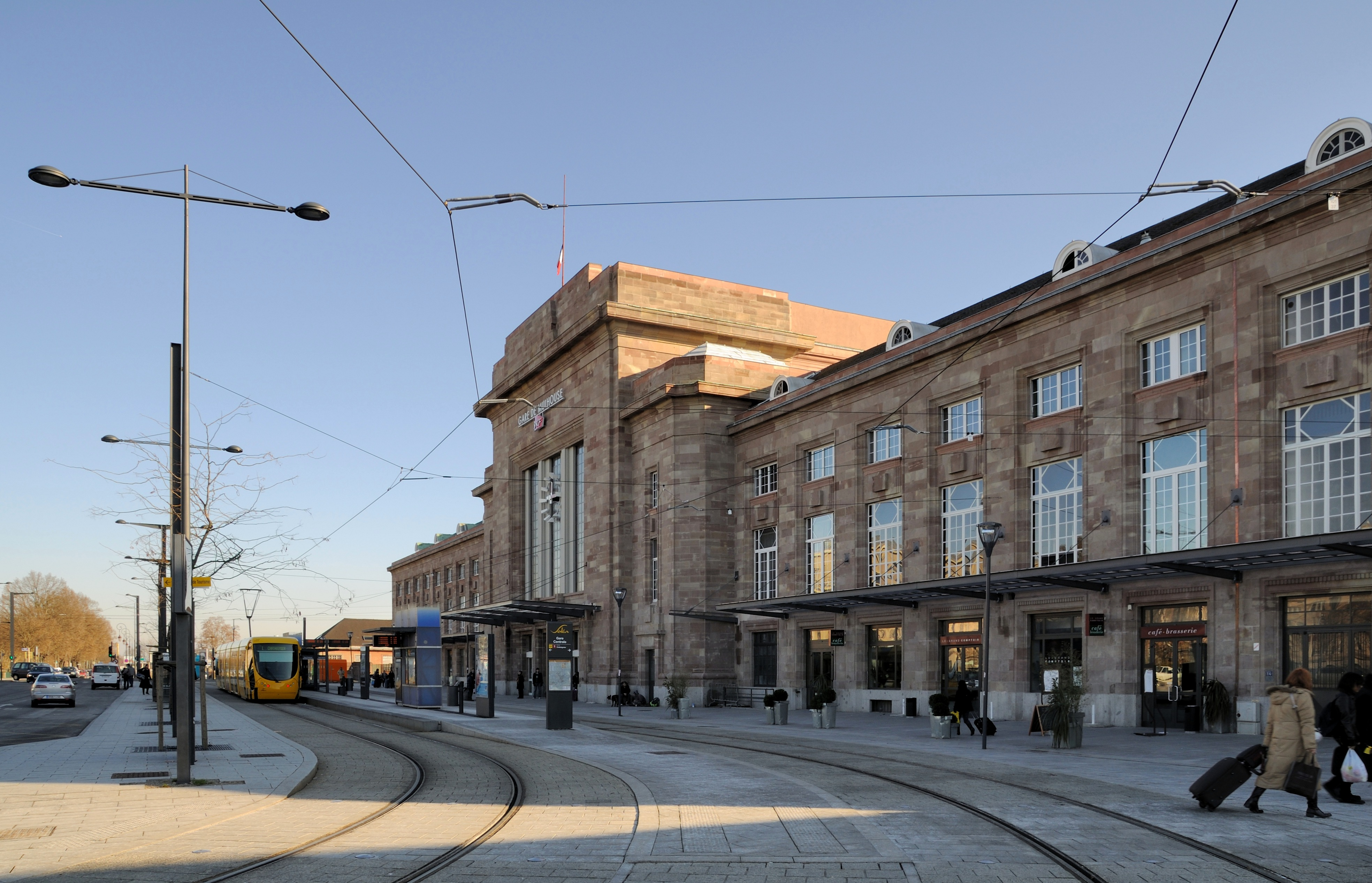
Station Mulhouse-Ville
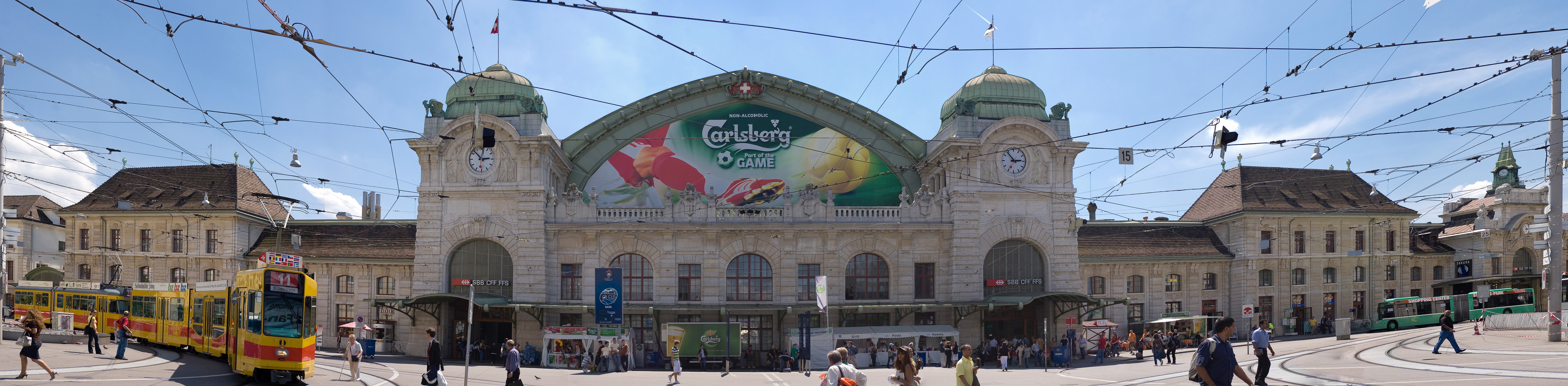
Station Basel SBB